# Martha De Laurentiis
Pour les articles homonymes, voir De Laurentiis.
Martha De Laurentiis, née Martha Schumacher à Lancaster (Pennsylvanie) le 10 juillet 1954 et morte le 5 décembre 2021, est une productrice américaine.
En février 2015 elle est membre du jury des longs métrages au 65e Festival du cinéma de Berlin, présidé par Darren Aronofsky.

## Biographie
Diplômée de la Ball State University d'Indianapolis, Martha Schumacher a commencé sa carrière en 1976 à New York comme assistante avant de rencontrer Dino De Laurentiis en 1980. Avec lui, trois ans plus tard, elle a fondé la société de production Dino De Laurentiis Company (DDLC). Elle a produit, co-produit et été producteur exécutif de plus de quarante films et mini-séries. Connue sous le nom De Laurentiis Company, l'entreprise a supervisé la construction et la gestion de trois grands studios de cinéma internationaux, les Screen Gem Studios à Wilmington, la Warner Bros. / Village Roadshow Studios sur la Gold Coast en Australie et les studios CLA-De Laurentiis à Ouarzazate, au Maroc.
Martha Schumacher s'est mariée le 7 avril 1990 avec son partenaire Dino De Laurentiis avec qui elle a eu deux filles, Carolyna  et Dina. Elle est la belle-mère de Veronica, Raffaella, Federico et Francesca .
Parmi les projets en préparation figurent La Divina Commedia pour le 700e anniversaire de Dante Alighieri et le remake de La Bataille de Naples  (Le quattro giornate di Napoli) de Nanni Loy. Elle a fait partie du jury des festivals de Berlin (2015) et de Venise et a été invitée au Forum économique oriental de Vladivostok.
Martha De Laurentiis meurt le 5 décembre 2021 d'un cancer, à 67 ans.

## Filmographie partielle

### Au cinéma
Producteur
- 1984 : Charlie (Firestarter) (producteur associé)
- 1985 : Cat's Eye
- 1985 : Peur bleue
- 1986 : Le contrat
- 1986 : Maximum Overdrive
- 1986 : King Kong 2
- 1987 : Faux témoin
- 1987 : Rendez-vous avec un ange (Date with an Angel)
- 1990 : La maison des otages (Desperate Hours)
- 1992 : Banco pour un crime
- 1994 : Escale en enfer
- 1996 : Mémoires suspectes
- 1997 : Breakdown : Point de rupture
- 2000 : U-571
- 2001 : Hannibal
- 2002 :  Dragon rouge
- 2007 : Hannibal Lecter : Les origines du mal
- 2007 : La Dernière Légion
- 2007 : Medieval Pie : Territoires vierges
- 2018 :  Arctic
- 2022 : Firestarter de Keith Thomas

### À la télévision
Producteur
- 1995 : Solomon & Sheba (TV Movie)
- 1995 : Slave of Dreams (TV Movie)
- 2013-2015 : Hannibal (TV Séries) (39 épisodes)

## Distinctions
- Le 16 décembre 2017, Ball State lui a décerné un doctorat honorifique en sciences humaines[3].
- En 2020,  Luigi De Magistris lui a attribué la citoyenneté d'honneur de Naples par la résolution 360 du conseil municipal du 8 octobre 2020, pour le « lien qui l'unit à notre ville, qu'elle considère comme une seconde maison »[1].